# 馬里昂縣 (俄亥俄州)
馬里昂縣（英語：Marion County）是美國俄亥俄州中北部的一個縣。面積1,047平方公里。根據美國2000年人口普查，共有人口66,217。縣治馬里昂。
成立於1820年2月12日。縣名紀念美國獨立戰爭軍官，法蘭西斯·馬里昂 (Francis Marion)。